# Forschiinae
Forschiinae es una subfamilia de foraminíferos bentónicos de la familia Tournayellidae, de la superfamilia Tournayelloidea, del suborden Fusulinina y del orden Fusulinida. Su rango cronoestratigráfico abarca desde el Tournaisiense hasta el Viseense (Carbonífero inferior).

## Discusión
Algunas clasificaciones más recientes incluyen Forschiinae en el suborden Tournayellina, del orden Tournayellida, de la subclase Fusulinana y de la clase Fusulinata.

## Clasificación
Forschiinae incluye a los siguientes géneros:
- Conilites †
- Eoforschia †
- Forschia †
- Forschiella †
- Septaforschia †
- Viseina †

Otro género considerado en Forschiinae es:
- Freyrites †, propuesto como nombre sustituto de Nonion